# Сейдун
Сейду́н (перс. صيدون‎) — небольшой город на юго-западе Ирана, в провинции Хузестан. Входит в состав шахрестана Багмалек.
На 2006 год население составляло 5 439 человек.
Альтернативное название: Сейдан (Seydan).

## География
Город находится на востоке Хузестана, в горной местности западного Загроса, на высоте 838 метров над уровнем моря.
Сейдун расположен на расстоянии приблизительно 125 километров к востоку от Ахваза, административного центра провинции и на расстоянии 480 километров к юго-западу от Тегерана, столицы страны.